# Канака (річка)
Канака (рос. Канака) — річка в Україні, у Автономної Республіки Крим, південний берег Кримського півостріва, (басейн Чорного моря).

## Опис
Довжина річки приблизно 6,81 км, найкоротша відстань між витоком і гирлом — 6,13  км, коефіцієнт звивистості річки — 1,11 . Формується 2 притоками та багатьма безіменними струмками.

## Розташування
Бере початок на західних схилах гори Хамиш (371,6 м). Тече переважно на південний схід поміж горами Артихарчик-Баши (414,0 м) та Тарачуг (288,0 м) і на північно-східній стороні від села Рибаче (до 1945 року — Туак; крим. Tuvaq, рос. Рыбачье)  впадає у Чорне море.

## Цікаві факти
- На правому березі річки неподалік розташований ботанічний заказник Канака[2].
- По середині річку перетинає автошлях Р29 (автомобільний шлях регіонального значення на території України, Алушти — Феодосії).